# Fausto appetente die
Fausto appetent die (Esperando o dia feliz) é a sétima e última encíclica do Papa Bento XV, escrita em 29 de junho de 1921, por ocasião do sétimo centenário da morte de São Domingos de Gusmão.

## São Domingos de Gusmão e a Ordem dos Pregadores
Em 6 de agosto de 1921, celebrou-se o sétimo centenário da morte em Bolonha de Domingo de Guzmán, que nasceu em Caleruega, cidade da província de Burgos ( Espanha ), por volta do ano 1170. Após seus estudos nas escolas catedrais de Palência, onde também foi professor, recebeu a tonsura e ingressou como cônego regular na catedral de Osma; Em 1194 foi ordenado sacerdote. Nomeado vigário geral da mesma diocese, acompanhou o bispo em suas viagens à Dinamarca e Roma.
Nessas circunstâncias, ele entendeu a necessidade de desenvolver um trabalho missionário para enfrentar a heresia albigense; Segundo Inocêncio III, ele se estabeleceu em Langedoc como pregador dos cátaros; Lá, em 1215, ele fundou a primeira casa masculina da Ordem dos Pregadores em Toulouse. Em 1216, o Papa Honório III confirmou a Ordem dos Pregadores.
Com a morte de Domingo de Gusmão, sua ordem estava claramente estruturada, com mais de sessenta comunidades em operação. Ele foi canonizado pelo Papa Gregório IX em 1234.

## Conteúdo da encíclica
O Papa começa expressando a emoção com que aguarda a celebração do sétimo centenário da morte de São Domingos de Gusmão.
A encíclica inicia assim sua exposição do trabalho que São Domingos e a Ordem por ele fundada realizaram em defesa da fé. Em primeiro lugar, destaca a atenção que o santo dedicava à pregação do evangelho e, para isso, à formação no conhecimento da doutrina.
O Papa destaca três características da pregação de São Domingos: a solidez de sua doutrina, a fidelidade absoluta à Sé Apostólica e uma devoção singular à Virgem Maria.
Acima de tudo, São Domingos foi formado nas ciências filosóficas e teológicas, no conhecimento da Sagrada Escritura e especialmente de São Paulo. Adquiriu assim uma solidez doutrinária que se demonstrou na defesa das verdades dogmáticas contra a heresia albigense e, com sua eloquência e caridade, obteve também o retorno de milhares de hereges ao seio da Igreja. Ele entendeu tanto a necessidade de os membros de sua Ordem terem treinamento teológico que fundou seus conventos perto das principais universidades, para que seus seguidores pudessem ser devidamente treinados e para que muitos dos estudantes dessas universidades pudessem ingressar em sua ordem.
O Papa recorda alguns santos dominicanos famosos pela sua ciência e doutrina:

Certamente parece que a mesma sabedoria de Deus falou através das palavras dos frades dominicanos, quando entre eles se destacaram grandes pregadores e defensores da sabedoria cristã: Jacinto de Polônia, Pedro Mártir, Vicente Ferrer e homens prestigiados por seu espírito e sua doutrina como Alberto Magno, Raimundo de Peñafort e Tomás de Aquino, aquele grande filho de Domingos, através dos quais Deus iluminou verdadeiramente sua Igreja.— Fausto appetente die, AAS vol. XX, p. 332.
Depois de recordar como a Igreja adotou a doutrina de São Tomás e os elogios com que os Pontífices o distinguiram, o Papa se refere ao profundo respeito e devoção que São Domingos tinha pela Sé Apostólica; um legado que foi coletado pelos membros de sua Ordem, entre os quais a encíclica destaca o papel desempenhado por Catarina de Sena no retorno do Papa à Sé de Roma, e seu trabalho para manter a fé e a obediência do Papa durante o Cisma do Ocidente.
Recordando os papas que a Ordem dos Pregadores prestou à Igreja, a encíclica debruça-se sobre São Pio X e os serviços que
Cristianismo e sociedade civil unindo, após persistentes exortações, num pacto as forças militares dos príncipes católicos que derrotaram para sempre, nas Ilhas Equinadas, as forças dos turcos com a proteção e auxílio da Virgem Mãe de Deus, a quem, depois daquele acontecimento, mandou invocar como Auxílio dos Cristãos.— Encíclica Fausto appetente die, AAS vol. XX, p. 333.
O Papa aproveitou o acontecimento para destacar a devoção de Domingo de Gusmão à Virgem, a quem costumava dirigir-se com estas palavras: “Considera-me digno de poder louvar-te, ó Virgem Santíssima; dá-me força contra os teus inimigos"; e pessoalmente, e através dos seus religiosos, difundiu a oração do Santo Rosário. Uma devoção que tem sido repetidamente recomendada pelos papas.
Acima de tudo, São Domingos foi formado nas ciências filosóficas e teológicas, no conhecimento da Sagrada Escritura e especialmente de São Paulo. Adquiriu assim uma solidez doutrinária que se demonstrou na defesa das verdades dogmáticas contra a heresia albigense e, com sua eloquência e caridade, obteve também o retorno de milhares de hereges ao seio da Igreja. Ele entendeu tanto a necessidade de os membros de sua Ordem terem treinamento teológico que fundou seus conventos perto das principais universidades, para que seus seguidores pudessem ser devidamente treinados e para que muitos dos estudantes dessas universidades pudessem ingressar em sua ordem.